# Lycée Gabriel-Fauré
Pour les articles homonymes, voir Fauré.
Ne doit pas être confondu avec Lycée Gabriel-Faure.
Le lycée Gabriel-Fauré est un lycée général et technologique d'Annecy, nommé ainsi en hommage au pianiste et compositeur Gabriel Fauré. C'est le deuxième lycée d’enseignement général de la ville après le lycée Berthollet et c'est aussi un établissement supérieur proposant des formations au brevet de technicien supérieur et au diplôme de comptabilité et de gestion.

## Historique

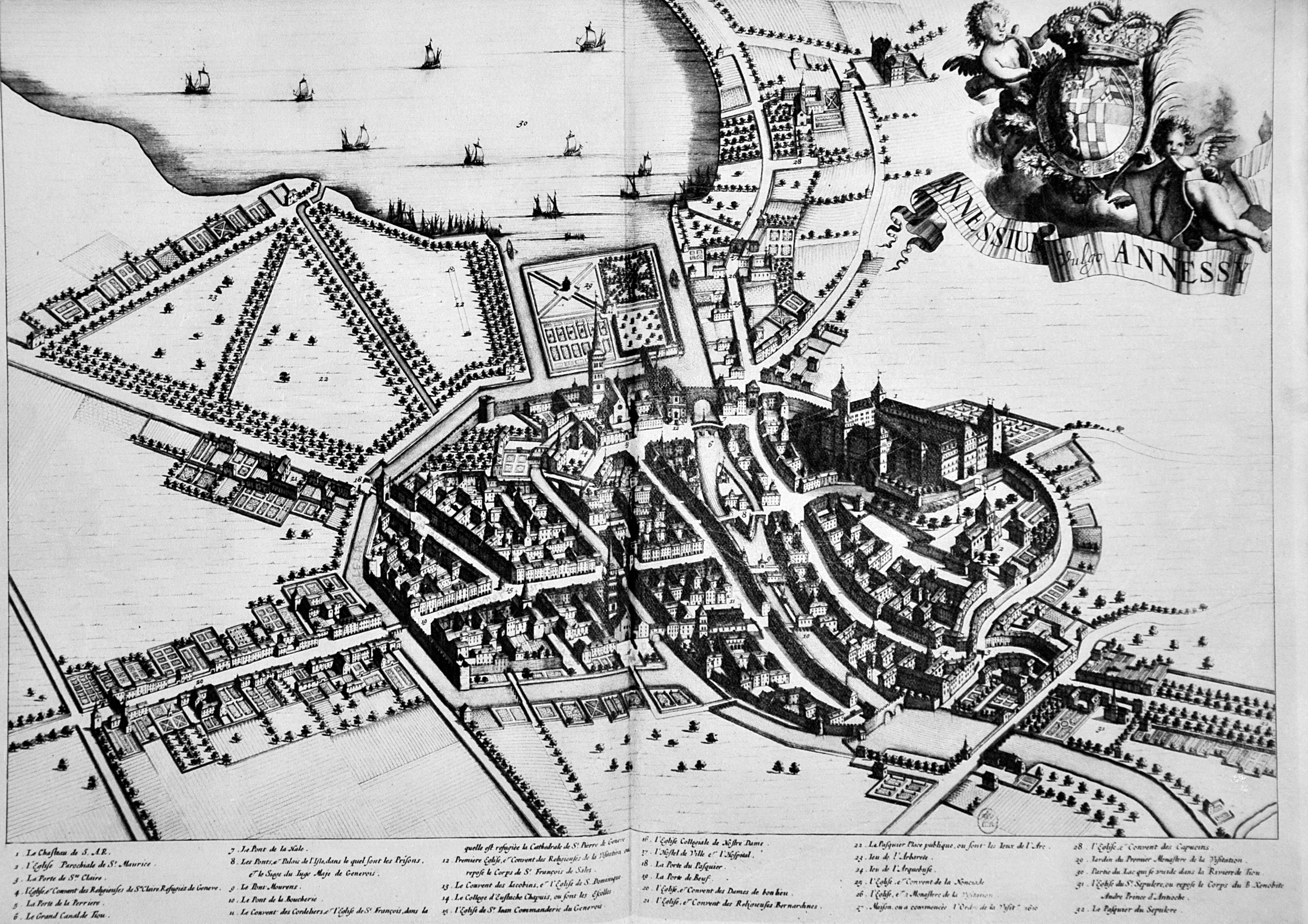
Ancien plan d'Annecy au XVIIe siècle. L'hôpital se trouvait hors les murs, dans le coin en bas à droite du plan.

Le bâtiment de l'internat du lycée est construit sur l'emplacement d'un ancien hôpital d'Annecy, nommé hôpital du Saint-Sépulcre, édifié en 1348 par les moines Augustins du Saint-Sépulcre et d'une église jouxtant l'hôpital. Après sa mort, le corps de François de Sales resta exposé trois jours dans 
l'église Saint-Sépulcre avant son inhumation.
Tombé en ruines, l'hôpital est reconstruit au milieu du XVIIIe siècle. L'édifice est ensuite transformé en manufacture de coton en 1811, puis en caserne en 1865, la caserne Balleydier. Une convention établie le 27 juin 1929 entre le préfet de la Haute-Savoie, le service du génie et le maire d'Annecy, permet la rétrocession par l'État de la caserne à la ville d'Annecy. Le bâtiment est alors transformée en école primaire de jeunes filles.
Au début des années 1940, l'école devient un collège et prend le nom de Collège moderne de jeunes filles d’Annecy. L'établissement est finalement transformé en lycée municipal et en collège d'enseignement technique au début des années 1960. De nouveaux bâtiments sont construits, le bâtiment historique devenant alors l'internat du lycée.
En 2001, des travaux dans le lycée ont mis au jour les fondations de l'ancienne église du Saint-Sépulcre qui avait été construite à la même époque que l'hôpital  et détruite en 1966 lors de l'extension du lycée et la construction de son gymnase sur un terrain de la famille Hertz.

## Enseignement

### Enseignement secondaire
Le lycée Gabriel-Fauré compte 1 694 élèves et 135 professeurs à la rentrée de septembre 2014.
En tant que lycée général, le lycée dispose de quatorze classes de seconde générale et technologique dont les options possibles sont : chinois, latin, une section européenne anglais, une classe de sciences et technologies de la santé et du social (ST2S), arts visuels, littérature et société (LS), méthodes et pratiques scientifiques (MPS), principes fondamentaux de l'économie et de la gestion (PFEG), musique, sport ; ainsi que quatorze classes de première et quinze classes de terminale. 
L'établissement est également un des rares lycées en France (entre 20 et 30) à proposer l'enseignement des sciences techniques du théâtre, de la musique et de la danse (S2TMD), une filière collaborant avec le Conservatoire à rayonnement régional d'Annecy et le Conservatoire de danse d'Annecy formant les élèves aux métiers du spectacle vivant, proposant des spécialités adaptées aux cursus de ceux-ci.

### Enseignement supérieur
L'établissement propose les formations au brevet de technicien supérieur en deux années (BAC+2) dans les options :
- Services informatiques aux organisations ;
- Services et prestations du secteur sanitaire et social ;
- Assistant de gestion PME-PMI ;
- Comptabilité et gestion des organisations ;
- Assistant de manager.

Il dispense aussi une formation au diplôme de comptabilité et de gestion en trois ans (BAC+3).

### Centre de formation d'apprentis
Le lycée dispose également d'un centre de formation d'apprentis en coiffure accueillant à la rentrée 2014 270 élèves en alternance (deux semaines en entreprise pour une semaine en formation). L'organisme est totalement distinct de l'établissement, avec sa propre administration et ses propres locaux dans l'enceinte du lycée.

## Classement du lycée
Le Ministère de l'Éducation nationale publie pour chaque établissement les résultats des Indicateurs de valeur ajoutée des lycées (IVAL). Pour le lycée Gabriel-Fauré, en 2024, « 95% des 269 élèves présents au baccalauréat ont obtenu leur diplôme » (taux de réussite attendu 97 %), 64 % d'entre-eux ont obtenu leur diplôme avec mention, bien que le taux attendu était de 67 %. Par ailleurs, le « taux d'accès de la seconde au baccalauréat constaté est inférieur de 7 points au taux attendu », soit 80 % au lieu de 87 %.
Selon le classement établit par Le Parisien / Aujourd'hui en France, le lycée se classe 16e place au niveau départemental, sur 26 établissements, en 2025 (chiffres de 2024), obtenant une note de 11,78 sur 20 reposant sur « le nombre de spécialités disponibles dans ce lycée, son taux de réussite, le taux de mentions, la diversité du profil social des élèves de lycée ou encore sa valeur ajoutée », tout en indiquant s'appuyer en partie sur les indicateurs IVAL.
En 2015, le lycée se classe 16e sur 26 au niveau départemental quant à la qualité d'enseignement, et 1108e au niveau national. Le classement s'établit sur trois critères : le taux de réussite au bac, la proportion d'élèves de première qui obtient le baccalauréat en ayant fait les deux dernières années de leur scolarité dans l'établissement, et la valeur ajoutée (calculée à partir de l'origine sociale des élèves, de leur âge et de leurs résultats au diplôme national du brevet).

## Infrastructures du lycée

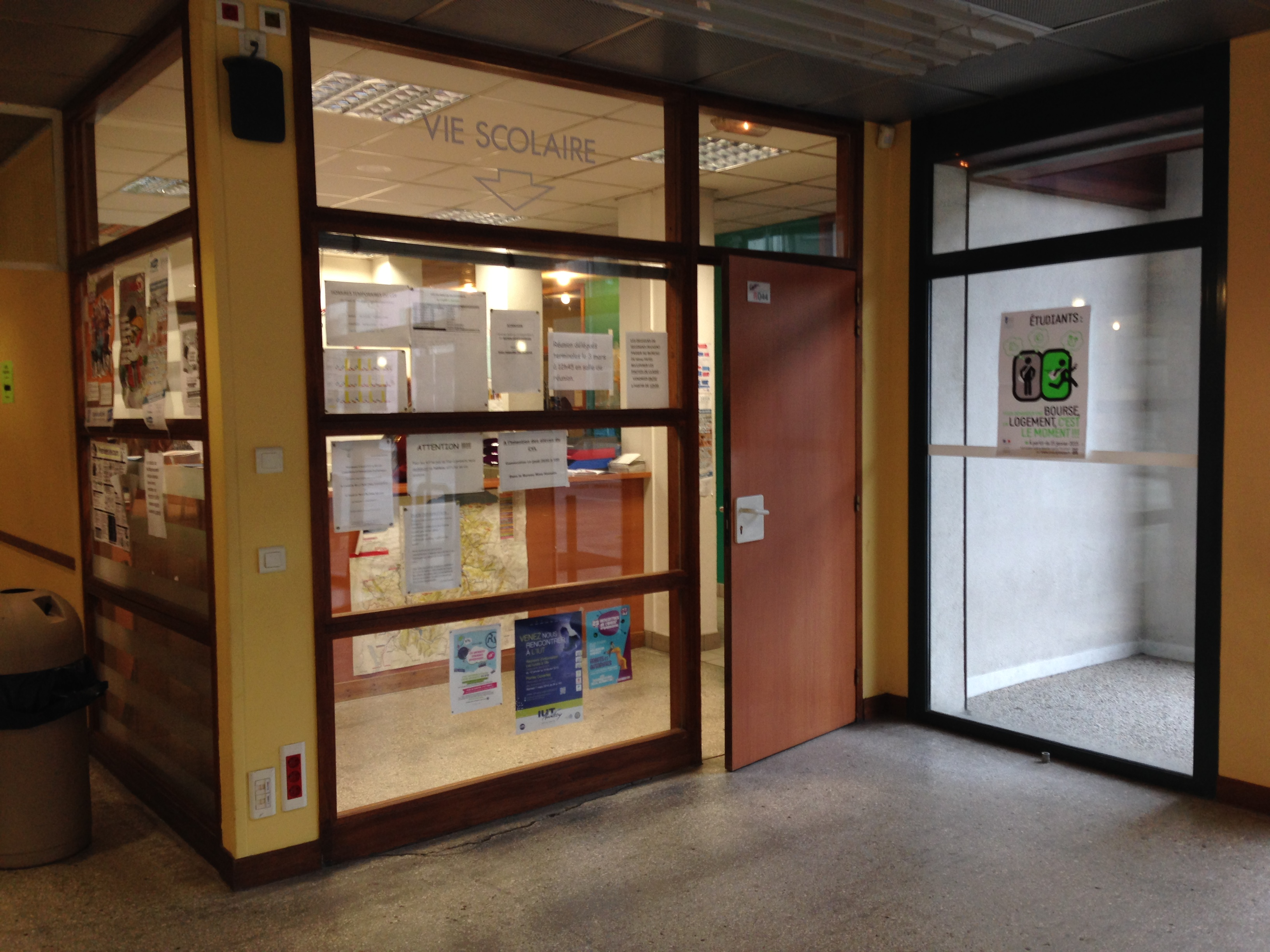
Local de la vie scolaire du lycée Gabriel-Fauré.

Le lycée est composé principalement de deux bâtiments : l'un, parallèle à l'avenue du Rhône et l'autre, perpendiculaire à cette avenue, le long du Thiou.
Le lycée dispose d'un gymnase, d'un internat comportant les bâtiments de l'école primaire et de nouvelles structures, d'un restaurant libre service. Un foyer des élèves, surnommé l'espace Fauré, accueille les étudiants en dehors des heures de cours et donne accès à une cafétéria associative.